# Aprozodia
Aprozodia – zaburzenia dotyczące rozumienia i generowania intonacji i emocjonalnego wyrazu wypowiedzi po prawostronnych uszkodzeniach mózgu.
Istnieje kilka typów aprozodii:
- aprozodia ekspresyjna (ruchowa)
- aprozodia globalna
- aprozodia przewodzenia
- aprozodia recepcyjna (czuciowa)
- aprozodia transkorowa (czuciowa)
- aprozodia transkorowa (ruchowa)